# Лежа
Лежа (алб. Lezha або Lezhë, італ. Alessio, грец. Λισσός, Lissòs, тур. Leş) — місто на північному заході Албанії, розташоване в однойменному окрузі. Місто має трохи понад 15 000 жителів (2011).

## Географія
Розташований на річці Дрин, недалеко від місця її впадіння у Дринську затоку.

## Історія
Давньогрецьке місто, засноване тираном Сиракуз Діонісієм I Старшим мало назву Ліссос (грец. Λισσός). За часів Римської імперії входило до складу провінції Іллірік під ім'ям Ліссус (лат. Lissus).
На руїнах грецько-римського акрополя в IX столітті було збудовано середньовічний замок, який перетворив Лісоос на справжній адміністративний центр. Найбільш точний опис був дано візантійським істориком, який описав замок Elissonit як такий, що «висить у повітрі» і «правим оком» Дурреса.
З розпадом Візантійської імперії, в XIV столітті за володіння містом розпочалася запекла боротьба північних албанських князів. Внаслідок міжусобиці фортеця переходила з рук в руки в залежності від переваги сил правлячих сімей. У 1393 році сімя Дукаджіні передала фортецю венеційцям, які розширювали свій вплив на східному узбережжі Адріатичного та Іонічного морів. Сім'я Дукаджіні зміцнила свій політичний, економічний та соціальний статус правлячого клану, утримуючи 1/3 доходів міста за згодою з Венецією.
Під контролем венеційців місто називалось Алессіо. У 1444 році в місті відбувся з'їзд албанських князів під керівництвом Георга Кастріоті Скандербега. На з'їзді була створена Лезька ліга для боротьби з Османською імперією. Лежа все ще утримувалась венеційцями, коли Скандербег помер тут від малярії і був похований у міському соборі св. Миколая, але в 1478 році вона була захоплена військом османського султана Мехмеда II під час облоги Скутарі (Шкодера) під час Першої османсько-венеційської війни (1463-1479) і, за винятком короткого періоду між 1501–1506 роками, коли місто повернулося під венеційське панування під час Другої османсько-венеційської війни, надалі належала османам.
У 1521 замок був перебудований султаном Сулейманом I.

## Спорт
КС Беселіджа — футбольний клуб міста.

## Відомі особистості
В поселенні народився:
- Преч Зогай (* 1957) — албанський письменник, поет і політичний діяч.